# 轴心法案
习近平轴心法案，正式简称为评估习近平干预及破坏行为法案（Assessing Xi's Interference and Subversion Act），或称轴心法案（AXIS Act），是2022年4月27日美国众议院通过的一项法案，要求美国国务院针对中共中央总书记习近平领导下的中华人民共和国是否协助俄罗斯逃避国际制裁提交评估报告，并定期进行更新。此為美國國會首部以習近平冠名的法案。

## 名稱
法案全称为要求国务卿向国会提交关于中华人民共和国对俄罗斯联邦无端发动全面战争入侵乌克兰行径进行援助等行为的报告法。法案的简称「AXIS」与第二次世界大战的轴心国名称相同，被视为将中华人民共和国和俄罗斯联邦视同第二次世界大战轴心国的角色。

## 背景
2022年2月初，俄罗斯总统普京訪問中華人民共和國，北京形容俄中關係「上不封頂」。俄罗斯发动对乌克兰的入侵后，3月18日，美国总统乔·拜登警告習近平，中華人民共和國「若提供物資支援俄羅斯，將有後果」。美国国务卿安東尼·布林肯對此強調，中華人民共和國「將為支持俄羅斯侵略所採取的任何行動承擔責任」，美國「將毫不猶豫地讓中國付出代價」。
當年3月31日，美國共和黨聯邦眾議員安迪·巴爾（Andy Barr）提出該法案 ，他身兼衆議院中國工作組創始成員。法案提出後，兩黨多名議員加入成為共同發起人。美國國務卿布林肯許諾，若法案生效，將恪守法案，調查中華人民共和國有否向俄羅斯提供任何協助。國會預算辦公室預估，2022年至2026年間，準備法案所需報告的成本低於50萬美元。

## 内容
法案列明在俄羅斯入侵烏克蘭前後，中華人民共和國與俄羅斯之間的交互，包括聯合聲明「兩國友好沒有止境，合作沒有禁區」，此前中華人民共和國未曾譴責俄羅斯非法入侵烏克蘭。法律要求美国国务院、商務部和國家情報總監協商，在法律生效30天內以及此後每隔90天公佈有關中華人民共和國的報告，報告應當概括中華人民共和國如何：
- 幫助俄羅斯或其實體逃避美國或多邊制裁；
- 提供任何支持情報或軍事效能的技術予俄羅斯；
- 在經濟或金融方面安排部署以減輕美國或多邊制裁效果；
- 進一步推廣俄羅斯的虛假資訊及宣傳；
- 幫助阻攔联合国等多邊組織援助烏克蘭人民或政府。

法案規定，在烏克蘭的戰爭結束後，或者法案生效2年後，不必再提交前述報告。

## 議決
2022年4月27日，美國眾議院以394票贊成、3票反對，通過此法案。其中，投票的202位民主黨眾議員全部贊成；投票的195位共和黨衆議員有192位贊成，3位反對。此后，该届参议院直至换届并未对此案进行过决议。

## 美國國會連結
- 法案原文 （页面存档备份，存于）
- 衆議院表決全員記錄 （页面存档备份，存于）